# Хильтерфинген
Хильтерфинген (нем. Hilterfingen) — коммуна в Швейцарии, в кантоне Берн. 
Входит в состав округа Тун. Население составляет 3959 человек (на 31 декабря 2006 года). Официальный код — 929.